# هالبرت دبليو. بروكس
هالبرت دبليو. بروكس هو سياسي أمريكي، ولد في 9 ديسمبر 1885، وتوفي في 17 مارس 1963. نشط حزبياً في الحزب الجمهوري. وقد انتخب عضو جمعية ولاية ويسكونسن ‏.